# Johannes Steinhoff
Johannes „Macky“ Steinhoff (15. září 1913, Bottendorf – 21. února 1994, Pech, Wachtberg) byl vojenským pilotem Luftwaffe za druhé světové války a německý generál. Byl jedním z mála pilotů Luftwaffe, kteří přežili operační lety po celé válečné období 1939–1945. Steinhoff byl také jedním z nejlépe hodnocených pilotů se 176 vítězstvími a jedním z prvních, kdo jako člen letky Jagdverband 44 vedené Adolfem Gallandem bojově létal na proudovém stíhacím letounu Messerschmitt Me 262. Steinhoff byl vyznamenán Rytířským křížem Železného kříže s dubovými listy a meči, později obdržel Velkokříž Řádu za zásluhy Spolkové republiky Německo a několik zahraničních vyznamenání včetně amerického Řádu za zásluhy a francouzského Řádu čestné legie. Za války sehrál roli v takzvané vzpoury stíhacích pilotů, kdy se několik vysokých důstojníků letectva postavilo Hermannu Göringovi.
V roce 1952 Steinhoff nastoupil do Úřadu pro vyzbrojování západoněmecké vlády jako poradce pro vojenské letectví a stal se jedním z hlavních úředníků pověřených obnovou německého letectva v období studené války. V letech 1971–1973 působil ve funkci předsedy vojenského výboru NATO. Stal se tak druhým německým zástupcem, který nastoupil do nejvyšší vojenské funkce v rámci Severoatlantické aliance.

## Druhá světová válka
Druhá světová válka v Evropě začala v pátek 1. září 1939, kdy německá vojska vtrhla do Polska. Toho dne byl Steinhoff převelen k jednotce Jagdgeschwader 26, která byla 1. května 1939 pojmenována po Albertu Leo Schlageterovi. Byl jmenován kapitánem nově vytvořené noční stíhací jednotky s názvem 10. (Nacht) Staffel, která sídlila na základně Bonn-Hangelar u Sankt Augustinu. 12. listopadu byla jednotka přesunuta na letiště Jever. Dne 18. prosince zahájilo RAF útok na německé válečné lodě, o nichž se předpokládalo, že se nacházejí ve Wilhelmshavenu. Útočné síly RAF byly zachyceny a Steinhoff si připsal zničení dvou bombardérů Vickers Wellington.
Dne 3. února 1940 byla založena nová noční stíhací jednotka sloučením tří nezávislých jednomotorových stíhacích letek na letišti Jever. Tato jednotka byla označena jako IV. (Nacht) Gruppe a byla umístěna pod velení Alberta Blumensaata. Dne 23. dubna dostaly jednotky pod vedením Steinhoffa rozkaz přesunu na letiště Aalborg na podporu operace Weserübung, německého útoku na Dánsko a Norsko. Obě eskadry se vrátily do Německa 9. května v rámci příprav na bitvu o Francii.
V srpnu 1940 byl převelen ke 4. Staffel Jagdgeschwader 52, kde nahradil Heinze Schumanna ve funkci Staffelkapitän. Staffel byla podřízena II. Gruppe JG 52, v jejímž čele stál Wilhelm Ensslen. V té době měla skupina základnu v Peuplingues u kanálu La Manche a bojovala proti RAF během bitvy o Británii. Steinhoff si 30. září připsal své páté vzdušné vítězství a zničení stíhačky Supermarine Spitfire nad Dorkingem. II. Gruppe byla 2. listopadu stažena z fronty u kanálu La Manche a 5. listopadu se přesunula do München Gladbachu, dnešního Mönchengladbachu, kde měla doplnit síly. Skupina také přišla o svého velitele Ensslena, který byl 2. listopadu zabit v boji. Ensslena nahradil Erich Woitke. Dne 22. prosince se dostala skupina rozkaz přesunout se na letiště Leeuwarden, kde měla za úkol hlídkovat podél nizozemského pobřeží Severního moře. Dne 15. ledna 1941 se skupina přesunula na letiště Ypenburg, kde zůstala do 10. února.